# (12022) Hilbert
(12022) Hilbert es un asteroide perteneciente al cinturón de asteroides, descubierto el 15 de diciembre de 1996 por Paul G. Comba desde el Observatorio de Prescott, Arizona, en Estados Unidos.

## Designación y nombre
Hilbert se designó al principio como 1996 XH26.
Más adelante fue nombrado en honor al matemático alemán David Hilbert (1862-1943).

## Características orbitales
Hilbert orbita a una distancia media del Sol de 2,3417 ua, pudiendo acercarse hasta 2,0917 ua y alejarse hasta 2,5917 ua. Tiene una excentricidad de 0,1068 y una inclinación orbital de 0,5772° grados. Emplea en completar una órbita alrededor del Sol 1309 días.

## Características físicas
La magnitud absoluta de Hilbert es 9,5531. Tiene 15,5 km de diámetro. Su albedo se estima en 0,133.